# Herbert Spencer
Herbert Spencer (Derby, 27 april 1820 – Brighton, 8 december 1903) was een Brits socioloog, filosoof en antropoloog.
Als 16-jarige begon Spencer te werken als civiel ingenieur bij de spoorwegen. In 1848 werd hij onderredacteur bij The Economist, toen al een belangrijke financiële krant.
Herbert Spencer is de oorspronkelijke bedenker van de term survival of the fittest. Hij publiceerde de term voor het eerst in Principles of Biology in 1864. De term wordt dus ten onrechte aan Charles Darwin toegeschreven. In de 5e druk van zijn Origin of Species (1869) verving Darwin zijn eigen term natural selection af en toe door survival of the fittest op aanraden van Alfred Russel Wallace.
Spencer wordt bestempeld als pionier van het sociaal darwinisme. Hij schreef veel over de toepassing van de evolutietheorie op de menselijke maatschappij, maar gebruikte daarbij voornamelijk lamarckisme in plaats van darwinisme. Hij wordt dan ook, na Auguste Comte, beschouwd als de tweede grondlegger van de sociologie.
Spencer schreef ook politieke werken. Hij wordt gezien als een van de meest toonaangevende liberale denkers van de 19e eeuw.

## Boeken
- Social Statics (1851)
- System of Synthetic Philosophy (1860)
- Education (1861, opgenomen in de Thinker's Library)
- Principles of Biology (1864)
- Principles of Psychology (1870)
- The Study of Sociology (1873)
- Descriptive Sociology (1874)
- Principles of Sociology (1874-5)
- Synthetic Philosophy (1876-1896)
- The Man Versus the State (1884, opgenomen in de Thinker's Library)
- Autobiography (1904)
- First Principles (-, opgenomen in de Thinker's Library)
- Literary Style and Music (-, opgenomen in de Thinker's Library)